# Apostelkirche (Essen)

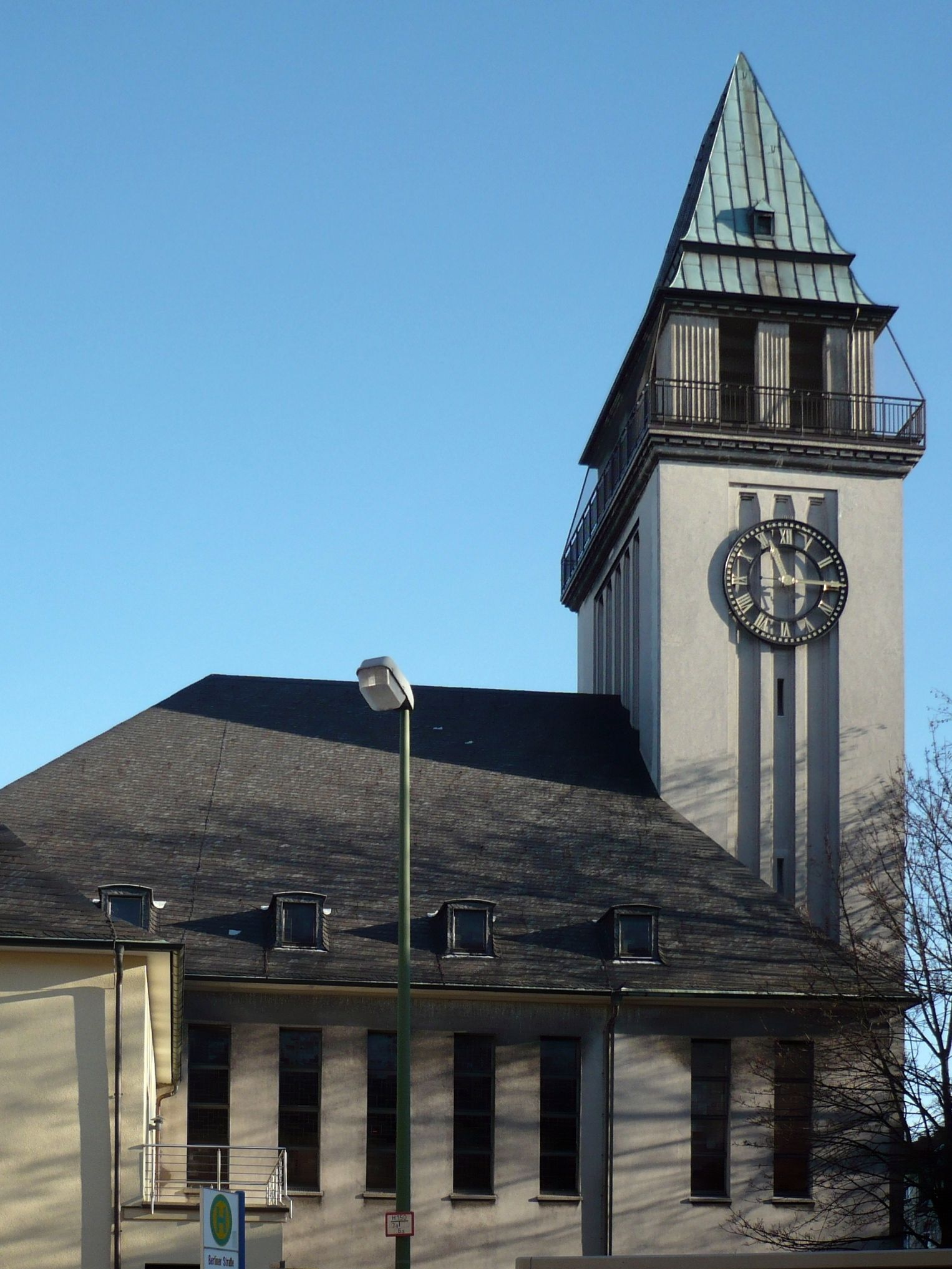
Apostelkirche

Die Apostelkirche ist ein evangelischer Kirchenbau im Essener Stadtteil Frohnhausen. Sie ist eine Kirche der Evangelischen Kirchengemeinde Essen-Frohnhausen, die zum Kirchenkreis Essen der Evangelischen Kirche im Rheinland gehört.
Östlich der Apostelkirche steht eine Notkirche nach Plänen des Architekten Otto Bartning, die im August 2022 unter Denkmalschutz gestellt wurde.

## Geschichte
Der Essener Stadtteil Frohnhausen, westlich nahe der Innenstadt gelegen, war Anfang des 20. Jahrhunderts bereits zum am dichtest besiedelten Gebiet der Stadt herangewachsen. Der Grund waren neu entstandene Siedlungen für die ständig wachsende Zahl von Arbeitern, die in nahe gelegenen Zechen und in der Krupp-Gussstahlfabrik im heutigen Westviertel beschäftigt waren. Krupp bezuschusste den insgesamt 425.000 Mark teuren Kirchbau mit 75.000 Mark und ermöglichte damit den Bau der Apostelkirche. Den Rest von 350.0000 Mark nahm die Gemeinde als Anleihe bei der Sparkasse Essen auf. 1904 erstand die Stadt Essen Grund des Bauern Pollerberg gen. Lange. Hier entstand der Pollerbergshof, ein städtebauliches Reformprojekt. Ein Teilstück davon, auf dem die Apostelkirche entstehen sollte, wurde 1906 an die Kirche verkauft.

### Der Kirchbau
Am Sonntag, den 23. Juni 1912 fand die Grundsteinlegung für die Apostelkirche statt. Dazu nahmen Vereine, die Geistlichkeit, der Architekt und die Baukommission, das Presbyterium und die Gemeinde sowie andere am Marktplatz der Arbeiterkolonie Kronenberg Aufstellung. In einem Festzug bewegten sie sich zum geschmückten Bauplatz an der Ecke Berliner-/Mülheimer Straße. In die Höhlung des Grundsteins kam eine Kapsel mit der Urkunde der Grundsteinlegung, je einem Exemplar des Essener General-Anzeigers, des evangelischen Gemeindeboten, des Blattes Unter dem Kreuz, des Programms der Feier sowie mit den geltenden Münzsorten. Zur Vermauerung des Grundsteins hielt Architekt Ewald Wachenfeld eine Rede.
Die Apostelkirche war nach der Lutherkirche und der Christuskirche die dritte evangelische Kirche auf dem Gebiet der 1877 von Borbeck abgetrennten, 1901 zu Essen eingemeindeten Bürgermeisterei Altendorf. Das Kirchengebäude wurde nach Plänen des Architekten Ewald Wachenfeld aus Hagen errichtet, dessen Entwurf den von den Architekten Robert Schmidt und Friedrich Pützer 1911 ausgeschriebenen Architekturwettbewerb gewonnen hatte. Dem neuen Bauvorhaben musste ein mit dem Christusbild geschmücktes Feldwegkreuz weichen, das auf dem Kirchweg der südlichen Frohnhauser Bewohner lag. Mehrere Jahrhunderte lang war das von Gärten und Feldern umgebene Kreuz Station von Prozessionen. Es wurde zunächst in die Nähe des Ridderhofs an der Frankfurter Straße versetzt.
Da der zuerst beauftragte Bauunternehmer 1912 in Zahlungsschwierigkeiten geriet, wurde ein Rüttenscheider Unternehmen zu gleichen Bedingungen mit dem Weiterbau beauftragt. Im September des Jahres wurde bereits mit der Dachkonstruktion begonnen. Der Kirchturm sollte besondere Gussstahlglocken erhalten, um im Einklang mit der benachbarten St.-Antoniuskirche zu bleiben. Im Oktober 1912 waren die Rohbauten samt Dachkonstruktion noch ohne Ziegel so weit fortgeschritten, ebenso wie der Kirchturm bis zum Glockenstuhl, dass kurz darauf das Richtfest gefeiert wurde.

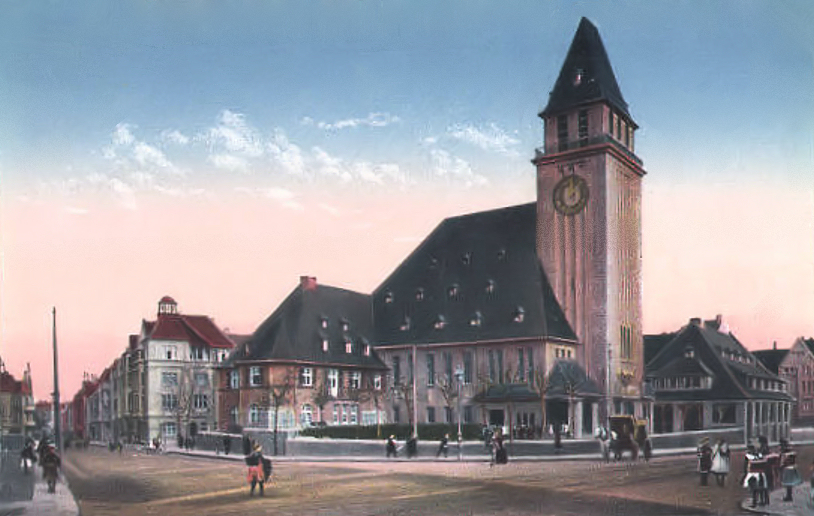
Ansicht um 1914

Im Gegensatz zu den beiden ersten Kirchen im Essener Westen entstand mit der Apostelkirche ein Gemeindezentrum bestehend aus Kirche, Pfarr- und Gemeindehaus mit einem Vorplatz. Im ehemaligen Gemeindehaus fanden 400 Menschen in einem Gemeindesaal Platz, in seinem Dachgeschoss war eine Küsterwohnung. Das hohe Walmdach des Kirchengebäudes hob sich von den umgebenden Gebäuden ab. Das Innere folgte dem Wiesbadener Programm, so dass sich in einer Linie hintereinander Altar, Kanzel, Sängerbühne und Orgel befanden, und die Kirchenbänke abgewinkelt angeordnet waren. Die Kirche zeichnete eine durch den Neoklassizismus geprägte Reformarchitektur aus. Ein großer Schriftzug des Titels des Liedertextes von Martin Luther, Ein feste Burg ist unser Gott, überzog einst den Bogen über dem Altar, unter dem sich damals die Orgel befand. Die Kirchen-Glasfenster entwarf der Düsseldorfer Künstler Wilhelm Döringer. Sie waren in gedeckten Gau- und Brauntönen gehalten und zeigten von ihm entworfene Apostelfiguren und Evangelistenembleme.
Beim Anlegen des Turmfundamentes stieß man auf einen alten Kohlenschacht, so dass man wesentlich tiefer in den Grund musste. Im Erdgeschoss des 48 Meter hohen, in vielen Details dem Campanile von Venedig nachempfundenen Turmes entstand eine Kapelle für Taufen oder Trauungen, die mit Hilfe einer Schiebewand mit dem Kirchsaal verbunden werden konnte. Der Turm erhielt mit einem Zuschuss der Stadt von 1.500 Mark eine bedeutende Turmuhr der Turmuhrenfabrik J. F. Weule. Diese war bereits auf den Weltausstellungen in Brüssel 1910 und Turin 1911 (Esposizione internazionale dell’industria e del lavoro) gezeigt und ausgezeichnet worden. Äußerlich erhielt der Turm mit einem Durchmesser von 3,85 Metern die 1913 größten Zifferblätter Essens.
Die drei von Motoren angetriebenen Glocken wurden 1912 beim Bochumer Verein in Stahl gegossen und am 7. Februar 1913 durch Bodenöffnungen in den Glockenstuhl des Turmes gehoben. Am 10. Februar 1913 wurden sie erstmals geläutet. Die Bodenöffnung wurde so verschlossen, dass sie in der Zeit des Zweiten Weltkrieges nicht mehr geöffnet werden konnte und so die Glocken von der sogenannten Metallspende des deutschen Volkes verschont blieben. Die beiden kleineren, äußeren Glocken wiegen 1200 kg und 1560 kg, die mittlere und größte wiegt 2600 kg. Sie haben je einen Durchmesser von 1,43, 1,57 und 1,88 Metern. Gestimmt sind sie auf c, des und es. Die beiden kleineren Glocken sind mit den Bibelversen „Jesus Christus, Gestern und Heute und derselbe in Ewigkeit“, Hebräer 12,3 und „Oh Land, Land, Land, höre des Herrn Wort“, Jeremia 22,29 versehen.
Am 2. November 1913 wurde die neue Kirche mit eintausend Plätzen und bereits installiertem elektrischem Strom durch Generalsuperintendent Karl Klingemann eingeweiht. In ihr befand sich eine gehäuselose Orgel des Barmer Orgelbauers Paul Faust. Die Gemeinde Altendorf, zu der die Apostelkirche gehörte, verfügte zu dieser Zeit über sieben Pfarrstellen mit rund 24.000 Mitgliedern.

### Zur Zeit der Weltkriege
Am 23. Oktober 1916, während des Ersten Weltkriegs, wurde durch Oberbürgermeister Wilhelm Holle eine städtische Kriegsküche im Gemeindehaus eröffnet. Zum Gedenken an die Gefallenen des Ersten Weltkriegs wurden am 28. Februar 1925 Tafeln mit Namensinschriften enthüllt, die dann im Zweiten Weltkrieg zerstört wurden. Im April 1943 beschädigten Stabbrandbomben das Dach der Apostelkirche. Luftangriffe zerstörten das Gemeindezentrum am 26. März 1944. Am 11. März 1945 brach der stählerne Dachstuhl zusammen und zerstörte eine erste im Bau befindliche Notkirche. Nur der Kirchturm der Apostelkirche überstand den Krieg. Am 24. Juni 1945 wurde der Schlafsaal des Wilhelm-Augusta-Kinderheims in der Aachener Straße bis zur Einweihung der Notkirche als Apostelsaal genutzt.

### Die Notkirche

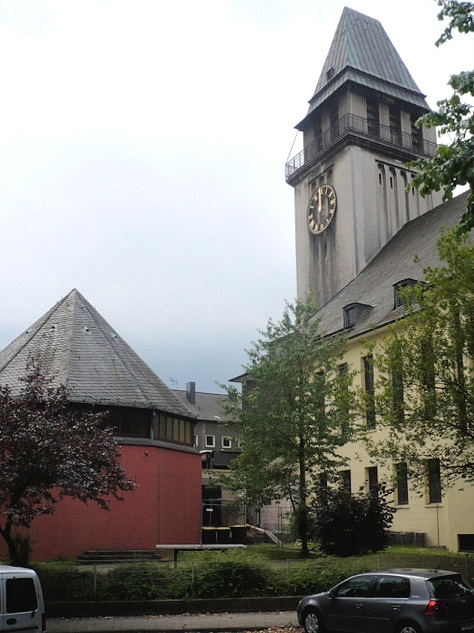
Rückansicht, links die Notkirche

Die von Otto Bartning entworfene Notkirche wurde überwiegend in freiwilliger Arbeitsleistung von Gemeindemitgliedern errichtet. Der Saalbau steht auf dem Fundament des ehemaligen Gemeindehauses und wurde am 30. Oktober 1949 eingeweiht. Zu diesem Anlass zog die Gemeinde vom als Gotteshaus genutzten ehemaligen städtischen Wilhelm-Augusta-Kinderheim zur Notkirche. Die drei Glocken des im Krieg stehengebliebenen Kirchturmes läuteten dazu. Möglich wurde der Bau durch Spenden der Evangelical and Reformed Church in Chicago, also evangelischer Christen aus den USA. Weder Architekt Bartning (wegen Krankheit) noch der Präsident der Reformed Church, L. W. Goebel, waren bei der Einweihungsfeier anwesend. Stattdessen kamen der Präses Heinrich Held, der Bürgermeister Josef Aust und als Vertreter des Weltkirchenrates dessen Deutschlandvertreter Propst Halfdan Høgsbro aus Bad Homburg.
Die Notkirche befindet sich direkt an der Mülheimer Straße zwischen der Apostelkirche und dem in den 1960er Jahren erbauten Apostelhaus. Heute dient sie Feierlichkeiten und kulturellen Ausstellungen. Im Innenraum sind noch die Trümmersteine sichtbar, die unter anderem für die Chorwände wiederverbaut wurden. Ebenfalls erkennbar sind die Holznagelbinder, die die hölzerne Dachkonstruktion tragen und in Karlsruhe gefertigt wurden. Mithilfe dieser Binder war eine Art Serienfertigung dieser Art Notkirchen möglich, von denen in Deutschland 43 Stück bis 1951 nach Bartnings Plänen errichtet wurden. Davon existieren heute noch 41 Bauten. Zur Errichtung der Apostel-Notkirche mit rund 450 Sitzplätzen benötigte man fünf Monate. 2009 wurde das Fensterband im alten Stil mit einer Doppelfensterverglasung erneuert, um Undichtigkeiten in den Griff zu bekommen. Nach weiteren Renovierungen wurde sie zusammen mit dem neu angeschlossenen Forum am 31. Oktober 2009 wiedereröffnet.

### Wiederaufbau
Die Apostelkirche wurde durch den Essener Architekten Reinhold Jerichow ab 1956 wenig verändert wiederaufgebaut und am 2. November 1958 vollendet. Die in Blei gefassten Antikglasfenster in der ehemaligen Kapelle aus dem Jahr 1958 stammen von Ursula Graeff-Hirsch und zeigen die vier Evangelistensymbole.
Am 18. September 1966 wurde die neue, durch Spenden finanzierte Schuke-Orgel mit 46 Registern und drei Manualen eingeweiht. Sie befindet sich jetzt auf der Turmempore und nicht mehr, wie die alte Orgel, über dem Altar. Am 25. März 1968 beschloss das Presbyterium nach einer Unterschriftensammlung gegen Lärm den Stundenschlag und die Totenglocke abzuschaffen sowie das Gottesdienstgeläut auf fünf Minuten zu verkürzen.
Das ursprüngliche Uhrwerk der im Jahre 2000 durch eine Funkuhr ersetzten Turmuhr soll noch heute im Turm zu besichtigen sein. Allerdings stimmen frühere Angaben nicht mit diesem Uhrwerk überein, so dass man annimmt, dass das Original in den Kriegswirren verloren ging und ersetzt wurde.
Seit 12. Januar 2011 gehört die Apostelkirche zu den verlässlich geöffneten Kirchen.
Am 23. September 2011 wurde auf dem Vorplatz der Kirche die rund sieben Tonnen schwere und 2,60 Meter hohe Marmorskulptur Focus of Life enthüllt. Sie stammt von der in Essen geborenen Künstlerin Simone Elsing, die in Berlin lebt und arbeitet.

Ausstattung:
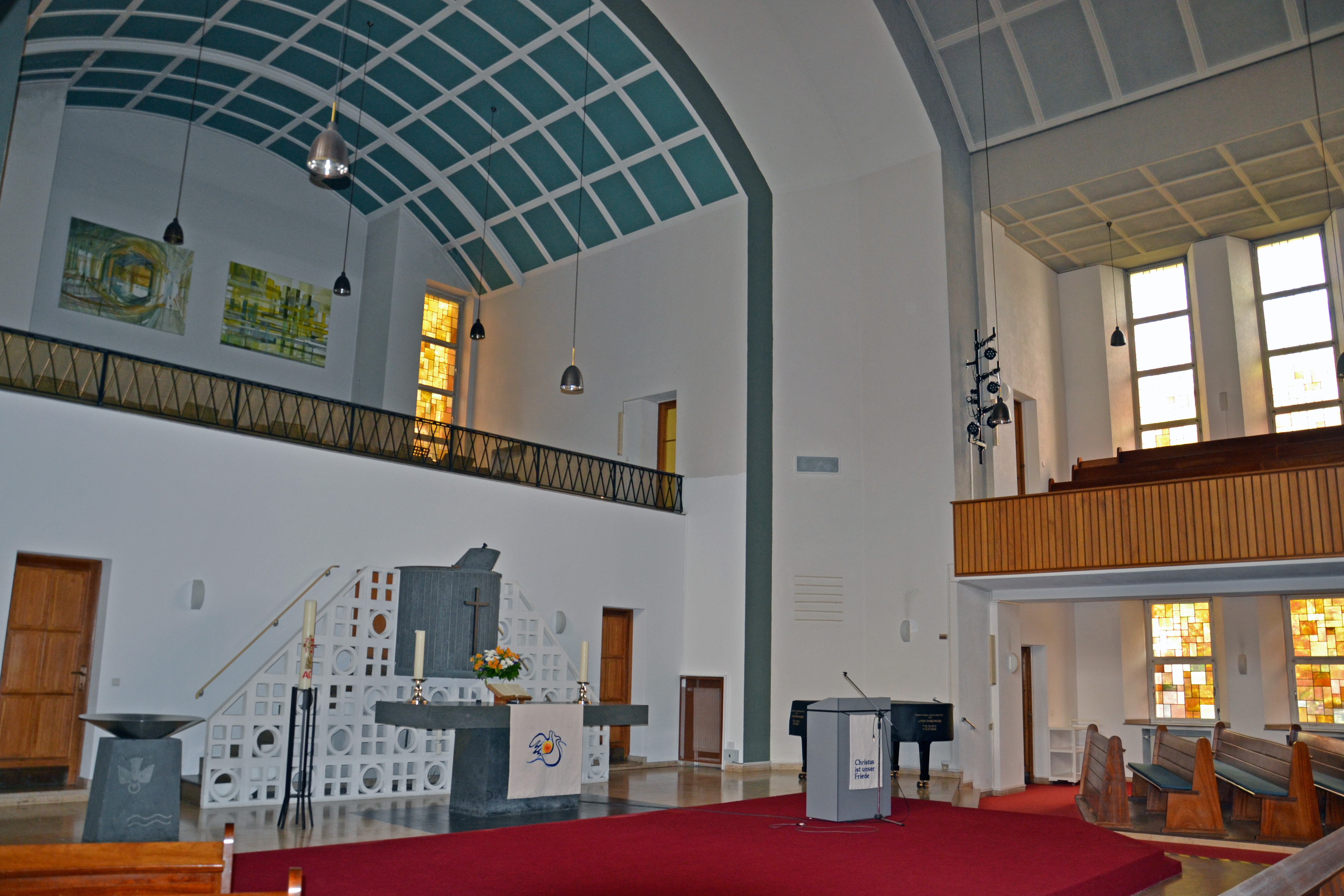
Innenraum
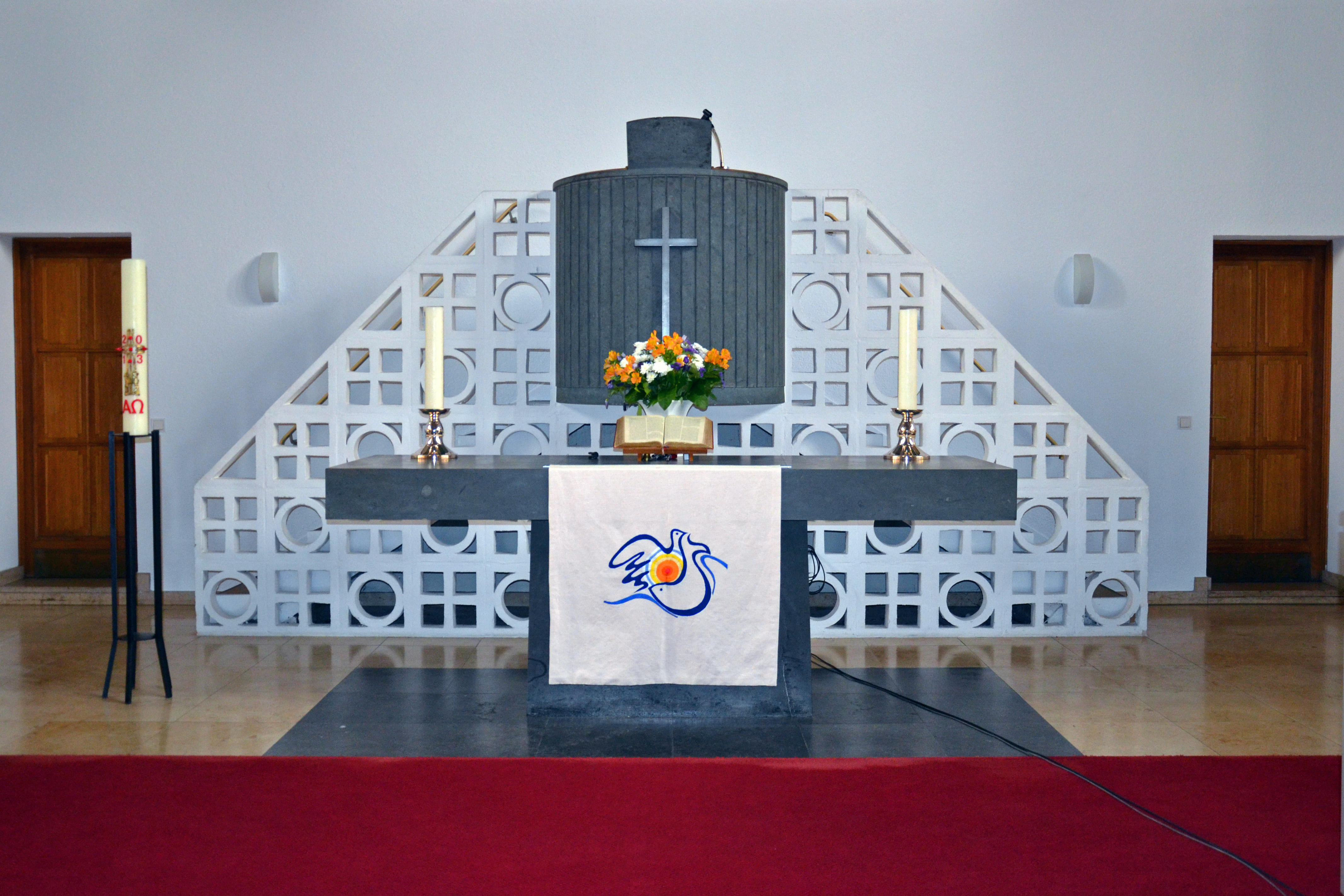
Altar und Kanzel
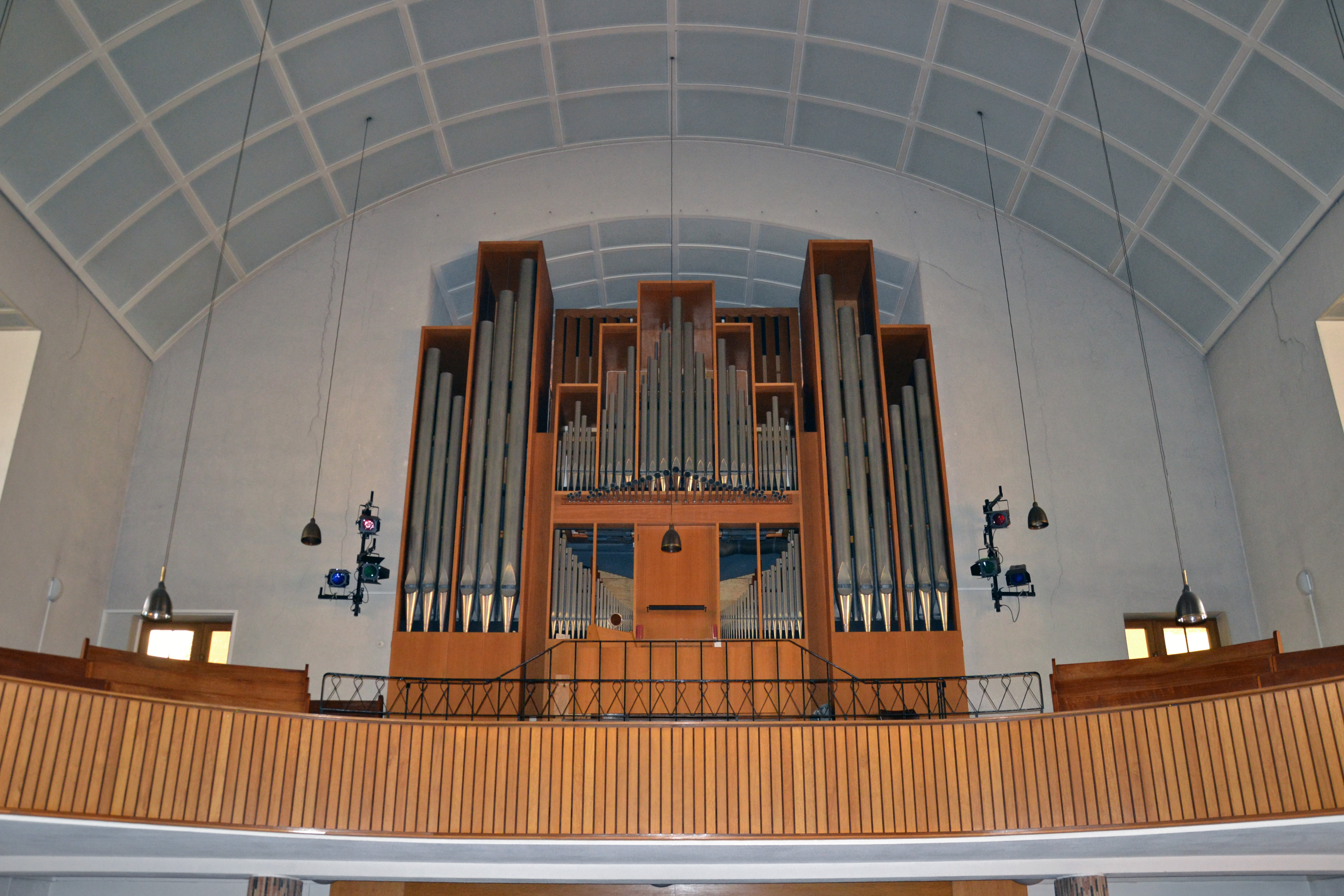
Schuke-Orgel aus dem Jahr 1966
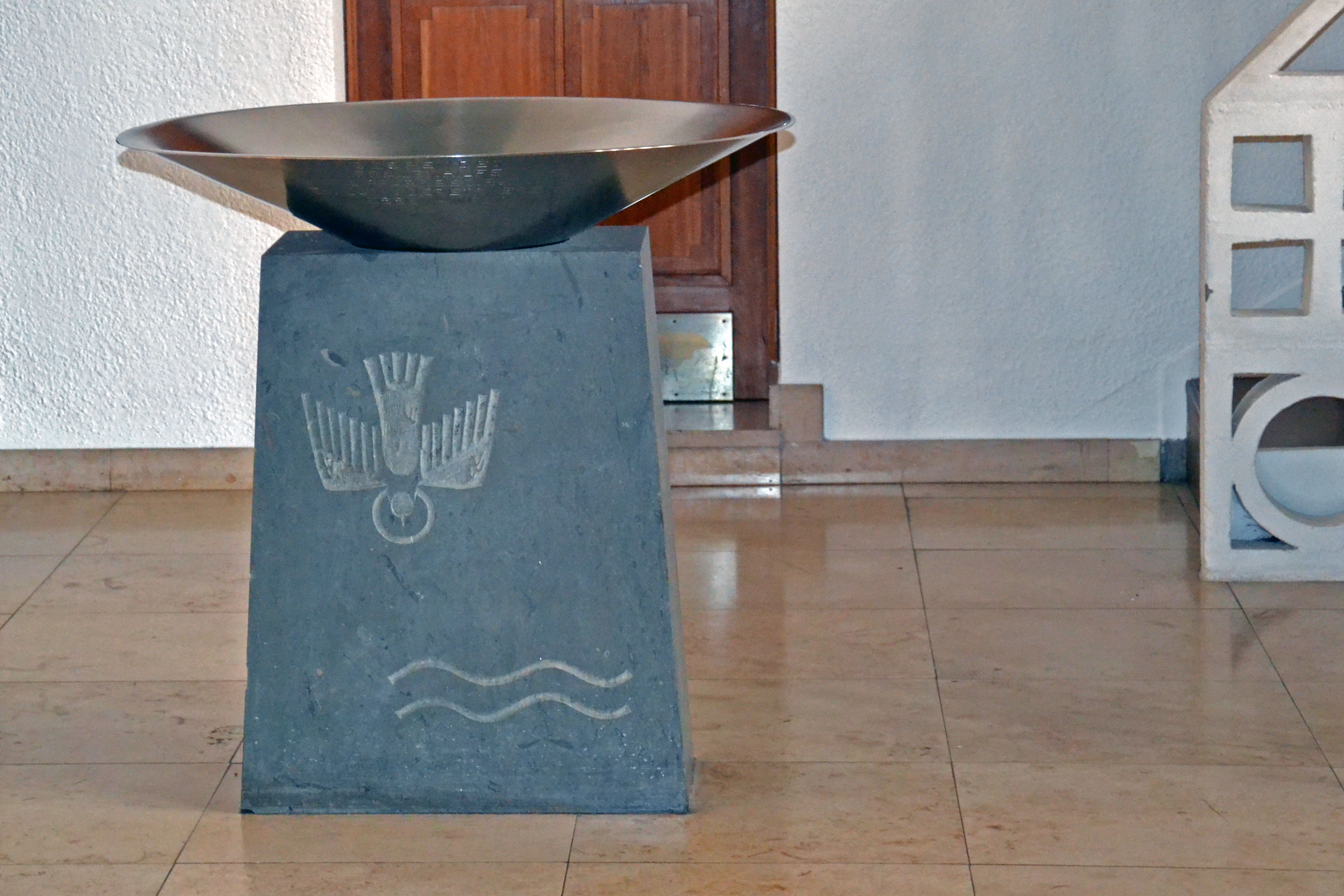
Taufbecken
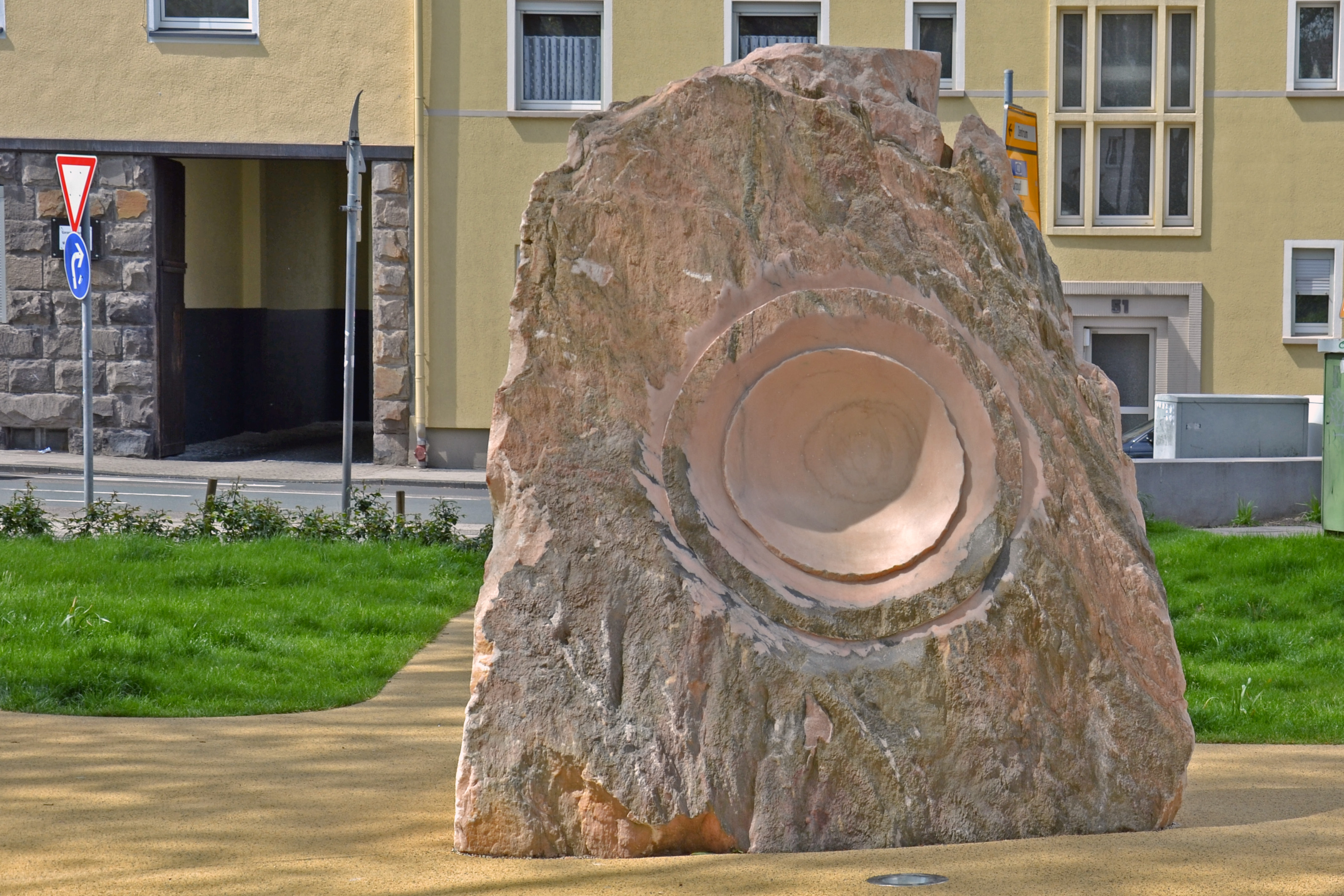
Marmorskulptur „Focus of Life“ auf dem Kirchplatz

### Forum-Apostelzentrum

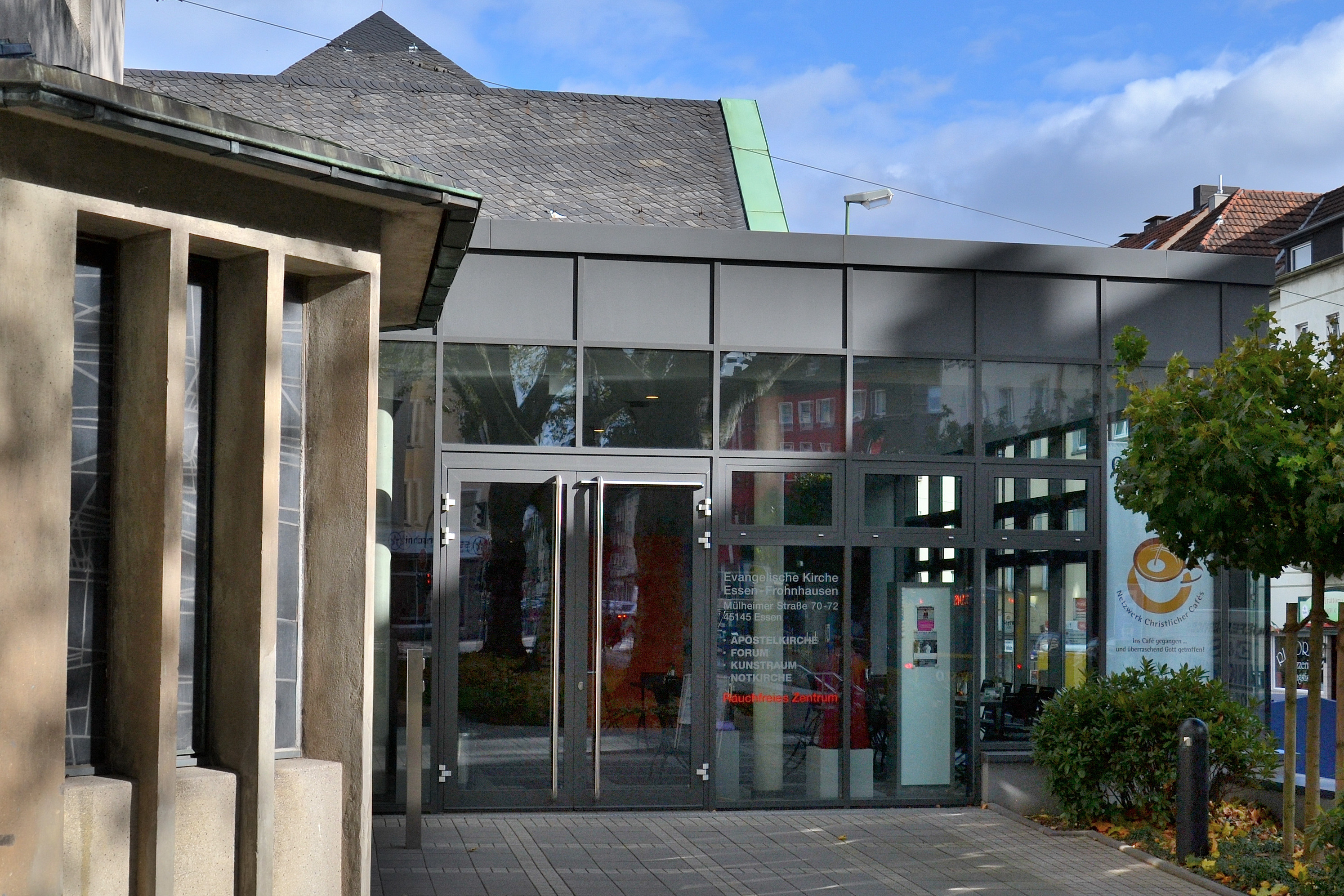
Forum-Apostelzentrum

Am 31. Oktober 2009, fast dem 60. Jahrestag der Apostel-Notkirche, wurde das gläserne Forum eingeweiht. Das Bauvorhaben kostete rund eine halbe Million Euro, die ohne öffentliche Mittel aufgebracht wurden. Unter anderem verkaufte die Gemeinde dazu ein Grundstück an der Aachener Straße an ein Dienstleistungsunternehmen der Stadt. Nun stellt das Forum eine bauliche Verbindung zwischen der Mülheimer Straße und der Straße An der Apostelkirche dar. Es bietet auf etwa 137 Quadratmetern Raum für ein kleines Café sowie für Ausstellungen, Basare, Sitzungen oder kleine Konzerte.

### Gänsereiterbrunnen
Der Gänsereiterbrunnen auf dem Kirchplatz steht seit 1994 unter Denkmalschutz. Er entstand ebenfalls 1913 und wurde auch vom Hagener Architekten Ewald Wachenfeld entworfen.

## Geplante Schließung und Aufgabe
Ende September 2019 teilte das Presbyterium der Evangelischen Kirchengemeinde mit, dass eine Schließung und Aufgabe der Apostelkirche wegen Mitgliederrückgang und Investitionsstau „unabwendbar“ sei. Die wesentlich kleinere Notkirche soll künftig als zentrale Predigtstätte der Gemeinde dienen.
In einem von über 100 Frohnhausern unterschriebenen Protestbrief an die Superintendentin wird die Klärung der Beschlüsse verlangt. Am 14. November 2019 fand mit einer Menschenkette eine Protestkundgebung vor der Kirche statt.